# Eisuke Nakanishi
Eisuke Nakanishi (中西 永輔, Nakanishi Eisuke, Suzuka, 23 juni 1973) is een Japans voormalig voetballer die als verdediger speelde.

## Carrière
Eisuke Nakanishi speelde tussen 1992 en 2006 voor JEF United Ichihara en Yokohama F. Marinos.

## Japans voetbalelftal
Eisuke Nakanishi debuteerde in 1997 in het Japans nationaal elftal en speelde 14 interlands.

## Statistieken
| Japans voetbalelftal | Japans voetbalelftal | Japans voetbalelftal |
| Jaar                 | Wed.                 | Dlp.                 |
| -------------------- | -------------------- | -------------------- |
| 1997                 | 5                    | 0                    |
| 1998                 | 6                    | 0                    |
| 1999                 | 1                    | 0                    |
| 2000                 | 1                    | 0                    |
| 2001                 | 0                    | 0                    |
| 2002                 | 1                    | 0                    |
| Totaal               | 14                   | 0                    |